# Alex Fudge
Alex Fudge (Lauderhill, Florida; 6 de mayo de 2003) es un baloncestista estadounidense que pertenece a la plantilla de los South Bay Lakers de la G League. Con 2,03 metros de estatura, juega en la posición de alero.

## Trayectoria deportiva

### Universidad
Jugó una temporada con los Tigers de la Universidad Estatal de Luisiana, en las que promedió 3,3 puntos y 3,2 rebotes por partido. Tras esa temporada, fue transferido a los Gators de la Universidad de Florida, donde jugó otra temporada, promediando 5,8 puntos y 4,5 rebotes por encuentro.

#### Estadísticas
| Año     | Equipo  | PJ | PT | MPP  | %TC  | %3P  | %TL  | RPP | APP | ROB | TPP | PPP |
| ------- | ------- | -- | -- | ---- | ---- | ---- | ---- | --- | --- | --- | --- | --- |
| 2021–22 | LSU     | 29 | 1  | 13.9 | .424 | .286 | .568 | 3.2 | .3  | .8  | .6  | 3.3 |
| 2022–23 | Florida | 32 | 11 | 19.3 | .397 | .229 | .589 | 4.5 | .4  | .4  | .8  | 5.8 |
| Total   | Total   | 61 | 12 | 16.8 | .405 | .242 | .581 | 3.9 | .4  | .6  | .7  | 4.6 |

### Profesional
Tras no ser elegido en el Draft de la NBA de 2023, el 26 de julio firmó contrato dual con Los Angeles Lakers de la NBA y su filial de la G League, los South Bay Lakers, tras haber disputado previamente la liga de verano de la NBA. Fue despedido el 6 de enero de 2024 junto a D'Moi Hodge.
El 4 de marzo de 2024, Fudge firmó un contrato dual con los Dallas Mavericks y su filial de la G League, los Texas Legends.
El 5 de septiembre de 2024 firmó con Los Angeles Lakers, pero fue despedido al día siguiente. El 26 de octubre de 2024 se reincorporó a los South Bay Lakers.

## Estadísticas de su carrera en la NBA

### Temporada regular
| Año     | Equipo      | PJ | PT | MPP  | %TC  | %3P  | %TL   | RPP | APP | ROB | TPP | PPP |
| ------- | ----------- | -- | -- | ---- | ---- | ---- | ----- | --- | --- | --- | --- | --- |
| 2023-24 | L.A. Lakers | 4  | 0  | 3.6  | .167 | .000 | 1.000 | .5  | .0  | .0  | .0  | 1.0 |
| 2023-24 | Dallas      | 2  | 0  | 12.9 | .556 | .333 | —     | 1.5 | .0  | 1.5 | .0  | 5.5 |
| Total   | Total       | 6  | 0  | 6.7  | .400 | .200 | 1.000 | .8  | .0  | .5  | .0  | 2.5 |